# ميخائيل أتكينسون (صحفي)
ميخائيل أتكينسون (بالإنجليزية: Michael Atkinson)‏ هو صحفي وناقد سينمائي أمريكي، ولد في 19 أكتوبر 1962.

## وصلات خارجية
- ميخائيل أتكينسون على موقع IMDb (الإنجليزية)
- ميخائيل أتكينسون على موقع ميتاكريتيك (الإنجليزية)
- ميخائيل أتكينسون على موقع روتن توميتوز (الإنجليزية)
- ميخائيل أتكينسون على موقع كينوبويسك (الروسية)